# Мотузенко Олена Олександрівна
Мотузенко Олена Олександрівна (3 березня 1969 року) — український фізико-географ, кандидат географічних наук, доцент, заступник декана географічного факультету Київського національного університету імені Тараса Шевченка.

## Біографія
Народилася 3 березня 1969 року в Києві. Закінчила у 1992 році географічний факультет Київського університету. В університетіпрацює з 1997 року на кафедрі географії України, доцентом з 2003 року. З 2002 року директор Центру географічних та культурних досліджень Італії в Київському університеті, координатор програм міжнародної співпраці університету з вищими навчальними закладами Італії. З 2009 року заступник декана географічного факультету з питань міжнародного співробітництва. Офіційний представник з 2000 року Університету для іноземців міста Сіїна (Італія) в Україні з питань сертифікації CILS — італійської мови як іноземної. Кандидатська дисертація «Дослідження стану Канівської природно-гідротехнічної системи з використанням методів дистанційної індикації (геоекологічний аспект)» захищена у 1997 році. Фахівець у галузі конструктивної та рекреаційної географії. Читає курси: «Фізична географія материків та океанів», «Фізична географія Світового океану», «Дистанційні методи досліджень», «Екологічний туризм», «Туристсько-рекреаційне районування світу».

## Наукові праці
Сфера наукових досліджень охоплює питання менеджменту та маркетингу рекреаційної діяльності та туризму в Україні; кроскультурних відносин Україна-Італія. Автор 20 наукових праць. Основні праці:
- Lingua alla carta: Курс итальянского языка для подготовки к экзамену CILS. Навчально-методичний комплекс. — К., 2003. (у співавторстві)
- Італія — регіональний огляд: Навчальний посібник з вивчення італійської мови для студентів природничих факультетів. — К., 2003. (у співавторстві).